# Hans Siemens (Kaufmann)
Hans Siemens (geboren am 4. Oktober 1628 in Goslar; gestorben am 10. Oktober 1694 ebenda) war ein deutscher Kaufmann, Achtmann und Stadthauptmann in Goslar. Er entstammte einer Advokaten-, Kaufmanns- und Gutspächterfamilie, die seit 1384 mit einem Hennyng Symons in Goslar nachweisbar ist. Bis ins 18. Jahrhundert bekleideten sie hohe Ämter in dieser Stadt, sie stellten Bürgermeister und Stadthauptmänner, waren in Handwerk, Verwaltung, Wirtschaft und Kultur, als Händler und Kaufleute, im Berg- und Hüttenwesen, in der Rechtswissenschaft, aber auch als Landwirte tätig. Zudem wurden ihre Nachkommen im 19. Jahrhundert als Erfinder, Techniker und Unternehmer bekannt.

## Leben
Als Stammvater der Familie wird Ananias Siemens (1538–1591) angesehen, der in Goslar ein Haus, eine Brauerei und eine Ölmühle besaß. Siemens war dessen Enkel. Siemens war der Sohn von Peter Siemens (30. Juli 1586–4. Mai 1650) und dessen Frau Agnes oder Agneta (geborene Oppermann, um 1605–10. Dezember 1663). Er hatte zwei Geschwister, Stephan Siemens (1641–1707) und Anna Siemens (1644–1724), und wurde im Jahr 1654 in die Kammergilde und 1674 in die Wortgilde aufgenommen. Im Jahr 1686 stand er der Wortgilde vor, war Sprecher im Stadtrat und wurde 1689 als „vornehmer Handelsherr, Bürger und Brauer“ bezeichnet. Eigentlich war er Kaufmann, doch er bekleidete seit 1686 zugleich das Amt des Achtmanns und des Stadthauptmanns. Er wohnte zunächst in der Breiten Straße, zog in ein Brauhaus in der Frankenberger Straße und ließ schließlich in den Jahren 1692 bis 1693 auf dem Eckgrundstück Schreiber-/Bergstraße das bis dahin größte Privathaus der Stadt im Barockstil errichten. Der Komplex bestand aus dem Kaufmannshaus und Wirtschaftsgebäuden, zu denen ein Brauhaus und ein mehrgeschossiger Speicher gehörten. Das Haus blieb bis 1775 und erneut seit 1917 im Besitz der Familie Siemens und ist Teil der Siemens Familienstiftung.

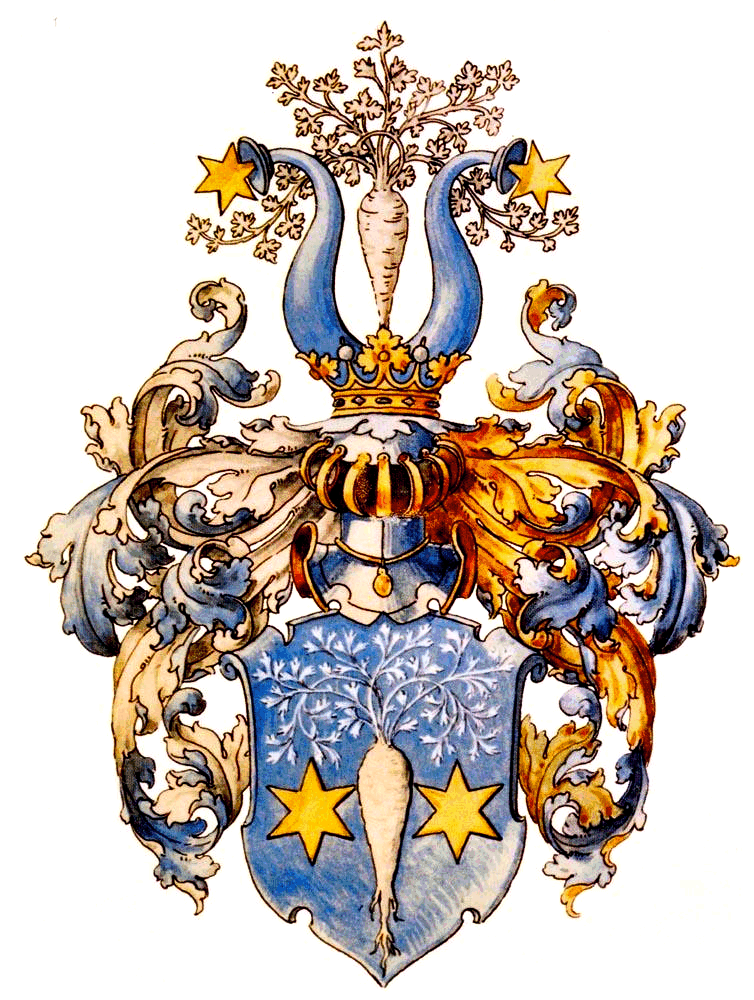
Siemens Familienwappen

Siemens war seit 1658 mit Anna (geborene Volckmar, 1636–1717) verheiratet, mit der er mehrere Kinder hatte. Sie war eine Tochter des Goslarer Bürgers Hans Volckmar und dessen Frau Anna Maria (geborene Krebs).
- Georg Heinrich Siemens (1659–1740) war Handelsherr, Stadtvogt und Provisor der geistlichen Stiftungen. Er trug als Bürgermeister nach dem Stadtbrand von 1728 zum Wiederaufbau der Stadt und der Stephani-Kirche bei.
- Hans Henning Siemens (1667–1725) wurde ein erfolgreicher Händler und pachtete 1715 den bei Goslar gelegenen Ohlhof, der bis 1825 im Besitz der Familie war.

Die Familie Siemens stellte in Goslar vier Bürgermeister, darunter den Juristen Johann Georg Siemens (1748–1807), der ein Urenkel von Siemens war.
Er führte ein Siegel, das eine von zwei Sternen begleitete Petersilienwurzel zeigt. Das Familienwappen trägt ebenfalls diese Symbole.